# Andrzej Gdula
Andrzej Adam Gdula (ur. 27 czerwca 1942 w Żywcu) – polski polityk, urzędnik państwowy i przedsiębiorca, podsekretarz stanu w Ministerstwie Spraw Wewnętrznych i szef Służby Polityczno-Wychowawczej w latach 1984–1986, kierownik wydziałów Komitetu Centralnego Polskiej Zjednoczonej Partii Robotniczej w latach 1986–1989, szef zespołu doradców prezydenta Aleksandra Kwaśniewskiego w latach 1996–2005.

## Życiorys
Ukończył studia na Wydziale Prawa i Administracji Uniwersytetu Śląskiego w Katowicach.
Od 1964 był członkiem Polskiej Zjednoczonej Partii Robotniczej. W latach 1969–1975 pełnił funkcję sekretarza ds. rolnych w Komitecie Powiatowym PZPR w Żywcu. Następnie pracował w aparacie Komitetu Wojewódzkiego PZPR w Bielsku-Białej, gdzie był zastępcą kierownika Wydziału Rolnego i Gospodarki Żywnościowej, a od 1980 sekretarzem ds. rolnych. W 1981 objął funkcję I sekretarza KW PZPR w Bielsku-Białej, którą sprawował do 1985. Sprawował mandat radnego Powiatowej (1974–1975) i Miejskiej Rady Narodowej w Żywcu (1975–1978).
Od grudnia 1984 do lipca 1986 był podsekretarzem stanu w Ministerstwie Spraw Wewnętrznych i szefem Służby Polityczno-Wychowawczej. Od 1986 pracował w Komitecie Centralnym PZPR, gdzie kierował najpierw Wydziałem Społeczno-Prawnym, a od 1989 do rozwiązania partii w styczniu 1990 Wydziałem Prawa i Praworządności.
Od lat 90. działał w sektorze prywatnym, zasiadał w radach nadzorczych (m.in. Banku Inicjatyw Społeczno-Ekonomicznych, Polskiego Górnictwa Naftowego i Gazownictwa, Polskiej Wytwórni Papierów Wartościowych), jak również we władzach Polskiego Związku Łowieckiego i Polskiego Związku Wędkarskiego. Był również prezesem zarządu Fundacji Wschód-Zachód (1991–1993).
Od 1993 kierował departamentem w Ministerstwie Pracy i Polityki Socjalnej. W latach 1996–2005 pracował w Kancelarii Prezydenta RP jako dyrektor Zespołu Doradców.
Po 2005 powrócił do działalności w sektorze prywatnym.
Postanowieniem Prezydenta Rzeczypospolitej z dnia 21 listopada 2005 roku „za wybitne zasługi w pracy zawodowej i działalności społecznej” został odznaczony Krzyżem Komandorskim Orderu Odrodzenia Polski.
Jest ojcem polityka, socjologa i publicysty Macieja oraz Pawła.